# Cimiez

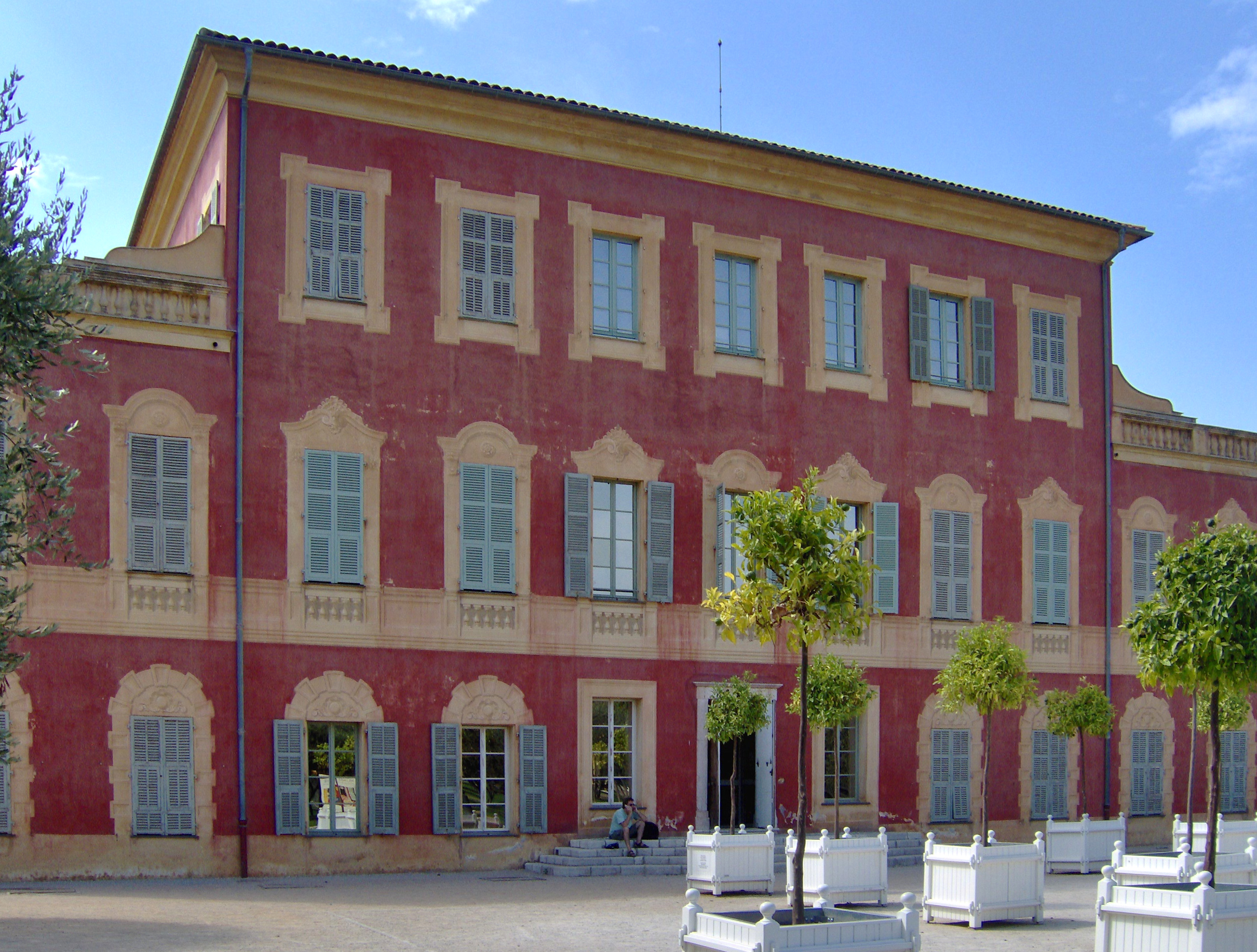
Henri Matisse Museum

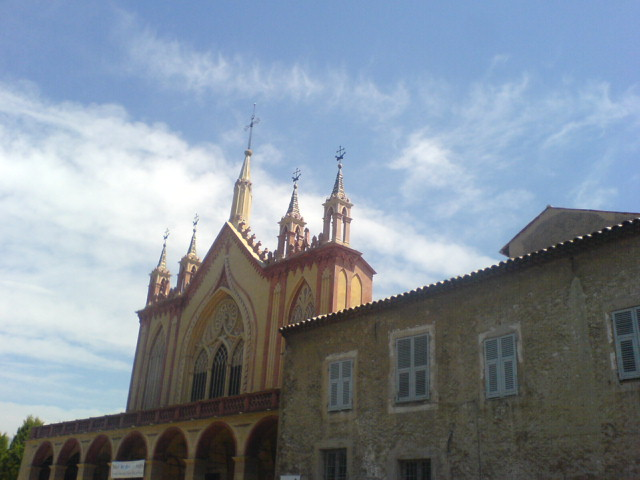
Klooster van Cimiez

Cimiez is een buurt in de Franse stad Nice, hoofdstad van de Alpes-Maritimes in de regio Provence-Alpes-Côte d'Azur. 

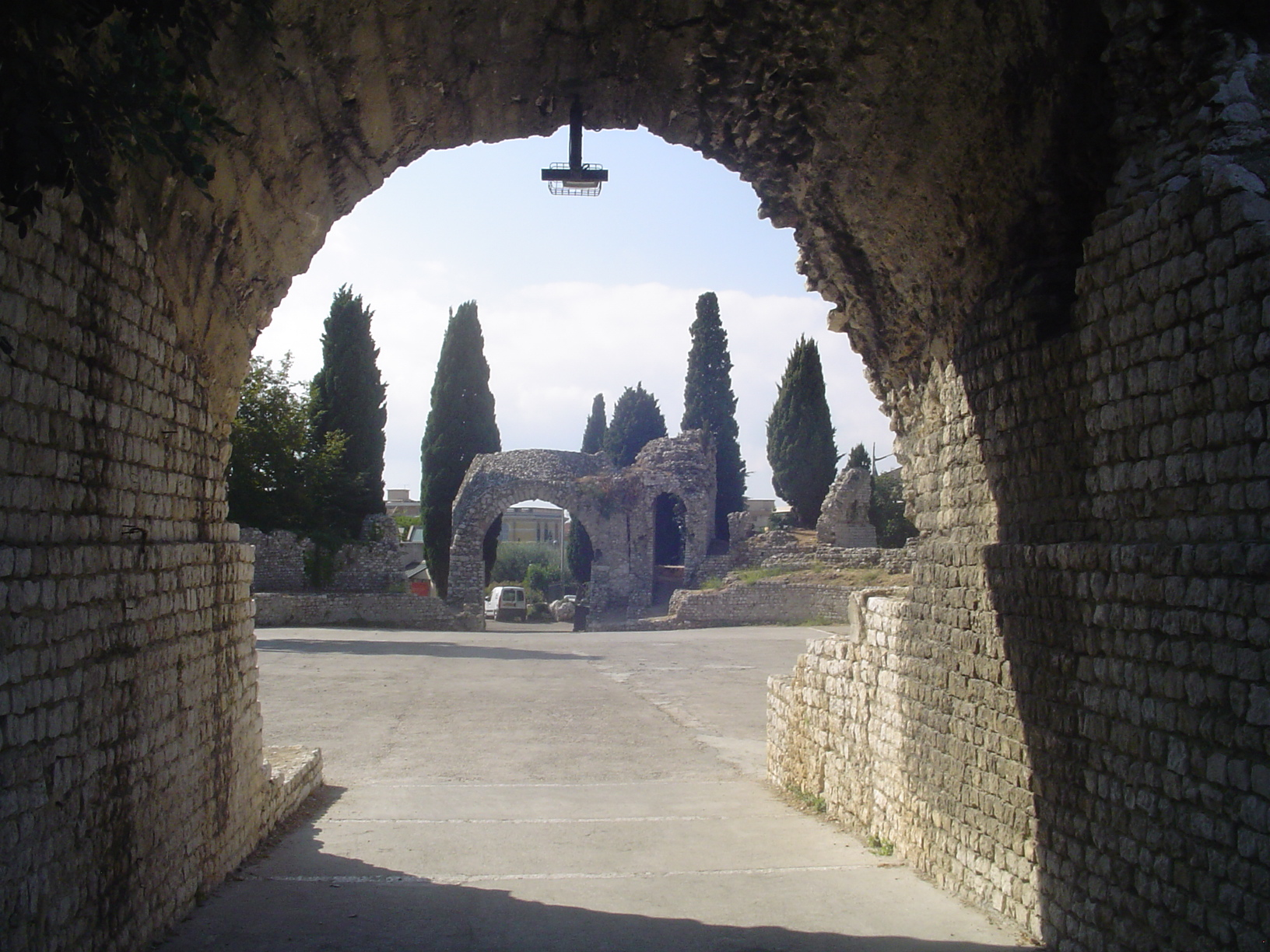
Romeinse arena van Cimiez

Cimiez kent Romeinse ruïnes en oude overblijfselen van Cemenelum. Merkwaardig was Cemenelum in de tijd van het Romeinse keizerrijk de hoofdplaats van de Romeinse provincie Alpes Maritimae. Cemenelum verloor de functie van hoofdstad ten gunste van de opkomende Gallo-Romeinse stad Embrun, gelegen hogerop in de Alpen.
Het Musée Matisse is in de wijk gelegen, alsook het 16e-eeuwse klooster van Cimiez is hier te vinden.